# Clibanarius padavensis
Clibanarius padavensis is een tienpotigensoort uit de familie van de Diogenidae. De wetenschappelijke naam van de soort is voor het eerst geldig gepubliceerd in 1888 door De Man.